# Scott Haran
Scott Haran (* 11. April 1992 in London, England) ist ein britischer Schauspieler.

## Leben
Haran absolvierte seine Schauspielausbildung an dem The Actors Centre und an der John Robert Powers Schule.
Seine ersten Fernsehauftritte hatte Haran im Jahr 2010 in den Fernsehserien The Bill und Hi Way. 2011 war Haran in dem Kurzfilm Naturesway der London Film Academy als Kyle zu sehen. 2012 stellte Haran Teddy Skinner in einer Folge der Fernsehserie Rückkehr ins Haus am Eaton Place dar. In der Fernsehserie Bringing Books to Life las Haran gemeinsam mit Percelle Ascott Auszüge aus Anthony Horowitzs Kinderbuch The Falcon's Malteser. Von 2012 bis 2014 spielte Haran die Hauptfigur Tom Clarke in der britischen Fernsehserie Wizards vs Aliens. Tom Clarke scheint ein normaler Teenager und High-School-Schüler zu sein. Im Geheimen ist er jedoch ein Zauberer, der gemeinsam mit seinem besten Freund und seiner Familie gegen Außerirdische kämpft.
Außerdem spricht Scott Haran den Teenager Harry in der Hörspielreihe Dark Shadows: Bloodlust von Big Finish.

## Filmografie
- 2010: Hi Way (Fernsehserie, Pilot)
- 2010: The Bill (Fernsehserie, 1 Folge)
- 2011: Naturesway (Kurzfilm)
- 2011: Follow (Kurzfilm)
- 2012: Rückkehr ins Haus am Eaton Place (Fernsehserie, 1 Folge)
- 2013: Bringing Books to Life (Fernsehserie, 1 Folge)
- 2012–2014: Wizards vs Aliens (Fernsehserie, 46 Folgen)
- 2017: Snatch (Fernsehserie, 1 Folge)
- 2022: The Bystanders